# اویگن گلدشتاین
اویگن گلدشتاین (آلمانی: Gotthilf-Eugen Goldstein؛ زاده ۵ سپتامبر ۱۸۵۰ - درگذشته ۲۵ دسامبر ۱۹۳۰) یک فیزیک‌دان اهل آلمان بود.